# Distributed Management Task Force
Le DMTF (ou Distributed Management Task Force) est une organisation qui développe et maintient des standards pour l'administration de systèmes informatiques d'entreprises ou connectés à internet. Ces standards permettent de développer des composants systèmes d'administration d'infrastructures de telles façon qu'ils soient indépendants de la plateforme et neutres par rapport à la technologie employée. Ils fournissent pour l'administration des systèmes une interopérabilité entre des produits informatiques hétérogènes, provenant de différents constructeurs, sans nécessité d'adaptation et de coûts supplémentaires.

## Vue d'ensemble
Le DMTF a été fondé en 1992. C'est une organisation ouverte où des entreprises, d'autres organisations et des personnes physiques peuvent devenir membre. En 2005, le DMTF avait plus de 3500 participants provenant de plus de 200 organisations et entreprises différentes (telles que AMD, Cisco, Dell, EMC, Fujitsu, Hewlett-Packard, Hitachi, IBM, Intel, Microsoft, Novell, Oracle, Sun Microsystems, Symantec, WBEM Solutions). Le DMTF est organisé en groupes de travail où les participants développent et maintiennent conjointement les standards. Le DMTF a aussi effectué des alliances avec de nombreuses organisations externes, ainsi que des universités.

## Standards
(octobre 2008).
Les standards du DMTF standards comprennent:
- Common Information Model (CIM) - Le schéma CIM est un schéma conceptuel qui définit comment administrer des éléments dans un environnement informatique (par exemple, des ordinateurs, ou des disques réseaux). Ce schéma représente ces éléments comme un ensemble d'objets et de relations entre eux. CIM est extensible afin de permettre des extensions spécifiques du schéma CIM à certains nouveaux produits. CIM utilise un modèle basé sur UML pour définir le schéma CIM. CIM est la base pour la plupart des autres standards du DMTF.
- Common Diagnostic Model (CDM) - Le schéma CDM fait partie du schéma CIM et définit comment les diagnostics systèmes peuvent être incorporés dans l'infrastructure d'administration.
- WS-Management est une spécification définissant un protocole de communication pour l'administration des serveurs, équipements, et applications et est basé sur SOAP.
- Web-Based Enterprise Management (WBEM) définit des protocoles pour l'interaction entre des composants d'infrastructure d'administration système implémentant CIM, un ensemble de profils d'administrations du DMTF, qui permettent de définir le comportement des éléments définit dans le schéma CIM, le CQL (CIM Query Language) et d'autres spécifications requises pour l'interopérabilité de l'infrastructure CIM.
- Systems Management Architecture for Server Hardware (SMASH) définit un protocole d'interface de ligne de commande pour interagir avec l'infrastructure CIM, et des profils d'administration pour l'administration de serveurs matériels.
- System Management BIOS (SMBIOS) définit comment le BIOS, interface de l'architecture de systèmes x86 peut se représenter en CIM.
- Alert Standard Format (ASF) définit un protocole distant et des interfaces d'alarmes pour les environnements sans OS (par exemple pour un controleur de clavier d'un PC).
- Directory Enabled Network (DEN) définit comment les répertoires LDAP peuvent être utilisés pour fournir des accès aux éléments CIM administrés et définit un mapping CIM ↔ LDAP pour une partie du schéma CIM.
- Desktop Management Interface (DMI) - DMI a été le premier standard d'administration de pc de bureau. En raison de l'avancée rapide des technologies du DMTF telles que CIM, le DMTF a défini un processus de « fin de vie » pour DMI, qui s'est ainsi éteint le 31 mars 2005.
- Desktop and mobile Architecture for System Hardware (DASH) - un standard d'administration basé sur la spécification WS-Management du DMTF, destiné aux PC de bureau et aux systèmes mobiles.

- Virtualization Management Initiative (VMAN) - Une suite de spécifications basées sur CIM qui est destinée à aider les administrateurs IT: Déployer des systèmes d'ordinateurs virtuels, découvrir/inventorier ces ordinateurs virtuels, administrer le cycle de vie de systèmes informatiques virtuels, créer/modifier/supprimer des ressources virtuelles et surveiller la performance et la santé de ces systèmes virtuels.

L'initiative VMAN comporte plusieurs spécifications et profils :
- Open Virtualization Format (OVF) - Standard pour le packaging et le déploiement d'équipements virtuels.
- DSP1042 - System Virtualization Profile
- DSP1057 - Virtual System Profile
- DSP1059 - Generic Device Resource Virtualization Profile
- DSP1041 - Resource Allocation Profile
- DSP1043 - Allocation Capabilities Profile

Les standards relatifs à CIM sont aussi développés hors du DMTF. Par exemple (non exhaustif):
- Le SNIA développe et maintient le standard SMI-S qui définit des profils d'administration DMTF pour les SAN (Storage Area Networks).
- L' Open Group développe et maintient le standard CMPI qui définit une API de programmation en langage C/C++ pour les fournisseurs CIM.
- Le Java Community Process développe actuellement le standard nommé JSR-48 qui définit une API Java pour les applications clientes CIM.

CIM et WBEM sont supportés dans un grand nombre de produits et de projets open source. Par exemple:
- Windows Management Instrumentation (WMI) - Implémentation de CIM et WBEM dans Microsoft Windows
- SBLIM - Projet open source qui fournit une implémentation de CIM et WBEM pour Linux ainsi que d'autres composants et outils en lien avec CIM et WBEM.
- OpenPegasus - projet open source offrant un Gestionnaire d'objets CIM écrit en C++.
- WBEM Services - projet open source fournissant un gestionnaire d'objets CIM écrit en Java.
- OpenWBEM - projet open source fournissant un autre gestionnaire d'objets CIM écrit en C++.